# 患病率
在流行病学中是指某特定时间患有某一疾病的人口比例。盛行率的計算方式是將一研究中，發現有特定病症的人數除以被研究的總人數，會以百分比或是分數表示，或是以每一萬人或是每十萬人患病的人數來表示。
流行病學家、醫療保健提供者、政府機構、毒理學家和保險公司都會用到盛行率的估計資料。

## 外部連結
1. . 樂詞網. 國家教育研究院 （中文（臺灣））.
2. . 术语在线. 全国科学技术名词审定委员会. （简体中文）
3. . 樂詞網. 國家教育研究院 （中文（臺灣））.
4. . 术语在线. 全国科学技术名词审定委员会. （简体中文）
5. . 樂詞網. 國家教育研究院 （中文（臺灣））.
6. . 术语在线. 全国科学技术名词审定委员会. （简体中文）
7. . 樂詞網. 國家教育研究院 （中文（臺灣））.
8. . 术语在线. 全国科学技术名词审定委员会. （简体中文）
9. . 樂詞網. 國家教育研究院 （中文（臺灣））.
10. . 术语在线. 全国科学技术名词审定委员会. （简体中文）
11. . 樂詞網. 國家教育研究院 （中文（臺灣））.
12. . 术语在线. 全国科学技术名词审定委员会. （简体中文）